# Akiley Love
Akiley Love (* 24. Januar 2009) ist eine US-amerikanische Schauspielerin.
2021 gab sie ihr Filmdebüt in der Rolle der Prinzessin Tinashe in der Filmkomödie Der Prinz aus Zamunda 2.